# Roger McGuinn
Roger McGuinn (* 13. července 1942 Chicago, Illinois) je americký zpěvák a kytarista. V roce 1964 spoluzaložil skupinu The Byrds, ve které hrál až do jejího rozpadu v roce 1973. S tím, že se skupinou vystupoval i při jejích obnoveních v letech 1989–1991 a 2000 byl jediným členem skupiny, který v ní hrál po celou dobu její existence. Po rozpadu skupiny v roce 1973 se vydal na sólovou dráhu a ještě v tom roce vydal své první sólové album Roger McGuinn.